# Zuruahã
I Zuruahã (o anche Suruwahá, Suruaha) sono un gruppo etnico del Brasile che ha una popolazione stimata in 142 individui (2010). Parlano la lingua Suruaha (codice ISO 639: SWX) e sono principalmente di fede animista. Denominazioni alternative: Suruwahá, Zuruahá, Indios do Coxodoá.

## Insediamenti
Vivono nello stato brasiliano dell'Amazonas in una regione di montagna tra i fiumi Riozinho e Coxodoá, affluenti della riva destra del Cuniuá. Il territorio indigeno dei Zuruahã, omologato solo nel 1991, copre una superficie di 239.070 ettari.

## Storia
Si crede che i Zuruahã siano quel che resta di vari gruppi che popolavano la regione fino agli inizi del XX secolo quando la loro popolazione diminuì drasticamente cedendo alle malattie infettive e contagiose.
I gruppi citati nei racconti Zuruahã sono:
- i Jokihidawa sul fiume Pretão
- i Tabosorodawa sul fiume Watanaha (affluente del Pretão)
- gli Adamidawa sul fiume Pretinho
- i Nakydanidawa sul fiume Indio
- i Sarakoadawa sul fiume Coxodoá
- gli Yjanamymady sulle sorgenti del fiume São Luiz
- i Zuruahã sul fiume Cuniuá
- i Korobidawa su un affluente della riva sinistra del Cuniuá
- i Masanidawa alla foce del Riozinho
- gli Ydahidawa sul fiume Arigò (un affluente del Riozinho)
- i Zamadawa sulla parte superiore del Riozinho

I Zuruahã mantennero un relativo isolamento fino agli anni settanta quando divenne forte la pressione degli esploratori raccoglitori di lattice che provocò alcuni scontri. Nel dicembre 1983 sono stati ufficialmente contattati da una spedizione denominata "Operazione Coxodoá", ccomposta da 12 persone, tra cui membri indios dei Wai-Wai e dei Waimiri-Atroari. Prima di questa spedizione governativa erano già entrati in contatto con alcuni membri del CIMI, il Consiglio Missionario Indigenista. In seguito hanno avuto contatti anche con il JOCOM (Jovens com uma Missão, un'organizzazione legata al Summer Institute of Linguistics) nel 1984.

## I suicidi
Una caratteristica marcata di questo gruppo è l'alto tasso di suicidi, legati soprattutto alla loro visione della vita più che alle pressioni territoriali esterne degli ultimi decenni. I suicidi avvengono tramite ingestione volontaria del timbó, veleno prodotto dal konaha e utilizzato per l'avvelenamento dei pesci durante le battute di pesca. Tra il 1980 e il 1995 furono registrati 38 suicidi (18 uomini e 20 donne) su una popolazione media in quegli anni di 123 unità. Nel periodo preso in esame i suicidi rappresentarono l'84.4% del totale delle cause di morte dei componenti di questo gruppo. I suicidi erano praticati in particolar modo dai componenti giovani, ossia dai membri di età compresa tra i 14 e i 28 anni. L'alto tasso di suicidi in questa fascia di età è riconducibile alla filosofia di vita dei Zuruahã per i quali la giovinezza ha un valore fondamentale nella vita dell'individuo, un valore che porta al rifiuto totale della vecchiaia e del declino fisico. Secondo i Zuruahã "non è cosa buona morire da vecchi, è cosa buona morire da giovani".
Nonostante i suicidi la popolazione è cresciuta leggermente rispetto al centinaio di unità degli anni ottanta.